# 라얄 아부드
라얄 아부드(아랍어: ليال عبود, 영어: Layal Abboud, 1982년 5월 15일 ~ )는 레바논의 가수, 음악가, 댄서, 모델, 자선가, 사업가이다.
레바논 남부에 위치한 크니세(Kniseh)에서 음악가 가문의 딸로 태어났다. 레바논 대학교 영문학과, 베이루트 아랍 대학교 번역학과, 미국 과학 기술 대학교 음악 표현학과를 졸업했으며 2007년에 첫 음반을 발표했다.

## 음반

### 정규 음반
- 2008년: 《Fi Shouq》
- 2011년: 《Ma Ba'eesh》

### 비정규 싱글
- 2007년: 《Winni Ya Winn》
- 2007년: 《Albi Yamma》
- 2007년: 《Tshoobi》
- 2007년: 《Abouya 2alli》
- 2007년: 《Aam Bihlamak》
- 2007년: 《Hawasi Kella》
- 2007년: 《Fi Shoo'》
- 2008년: 《Wad Al Hetta》
- 2009년: 《Shid El Jaroufe》
- 2009년: 《Bjnoun》
- 2010년: 《Lazem Taaraf》
- 2010년: 《BIBI》
- 2010년: 《Ahla Zaffe》
- 2010년: 《Dinyi Wlad》
- 2010년: 《Ma B3eesh》
- 2010년: 《Ya Tayr El Tayer》
- 2012년: 《Ya Ana Ya Ana》
- 2013년: 《Khashkhash hadid El Mohra》
- 2014년: 《Khaliha Bi Albi Tijrah》